# Runcorn
Runcorn est une ville industrielle d'Angleterre, située dans l'autorité unitaire de Halton et dans le comté cérémonial du Cheshire, au nord-ouest du pays. En 2010, la population de Runcorn était estimée à 61 000 personnes.

## Histoire
Le château de Halton est situé dans l'ancien village du même nom qui fait maintenant partie de Runcorn. C'était le siège de la baronnie de Halton de XIe à XIVe siècle.

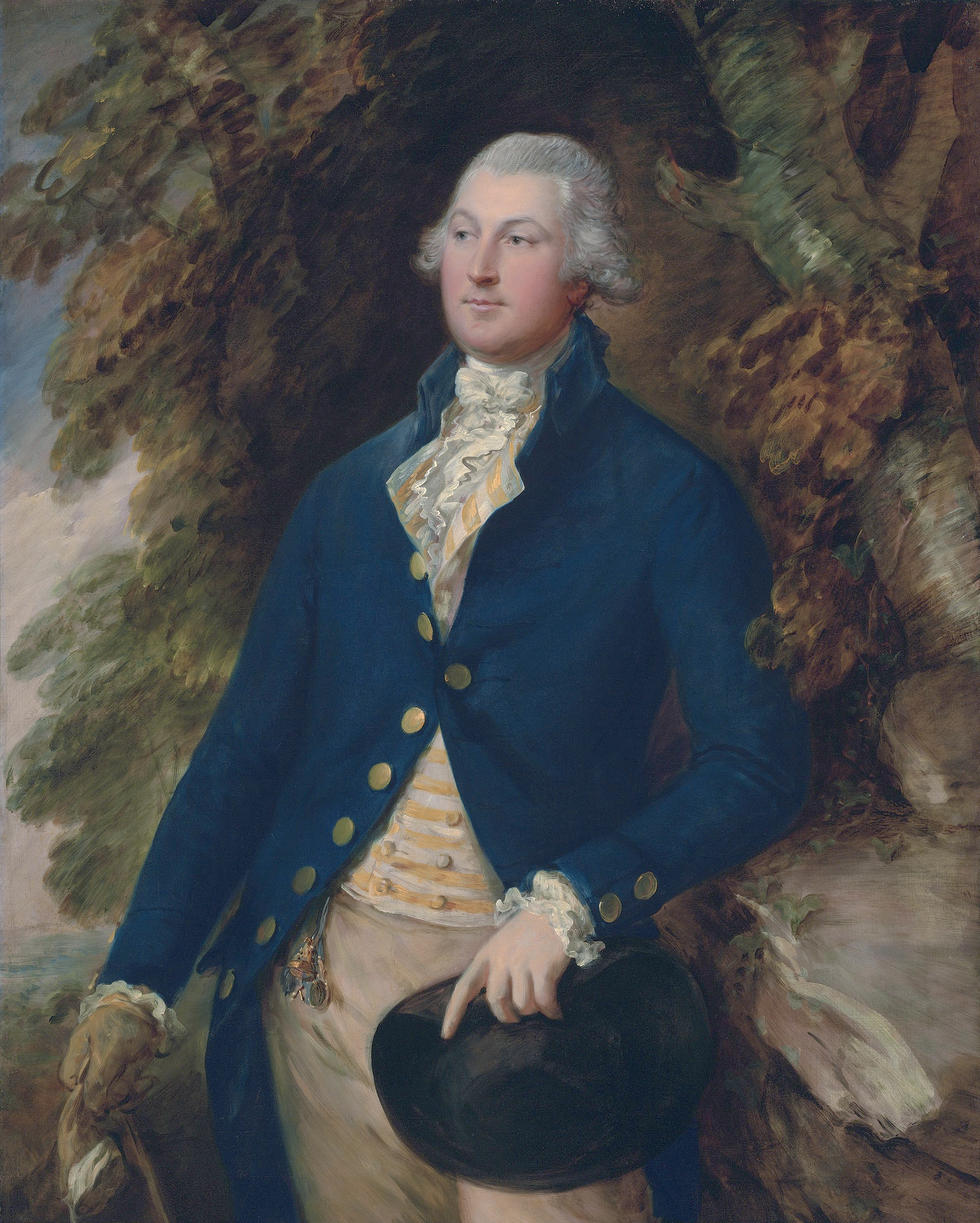
Sir Richard Brooke
5ème Bt. (1753-1795)
par Gainsborough.

Les portraits de Sir Richard Brooke, 5ème Baronnet (1753-1795) et de son frère Thomas, réalisés par Thomas Gainsborough, sont longtemps restés dans leur maison familiale le Norton Prieuré à Runcorn. Ils sont aujourd'hui dans des collections privées.

### Warship Week
Les communautés civiles de Runcorn ont parrainé quelques navires pendant la campagne nationale du Warship Week (semaine des navires de guerre) pour la Royal Navy en mars 1942 :
- HMS Flamingo (L18), un sloop britannique, de la classe Black Swan ;
- HMS Pheasant (U49), un sloop britannique, de la classe Black Swan modifiée ;
- HMS Starling (U66), un sloop britannique, de la classe Black Swan modifiée.

## Économie
Exel Composites, dispose d'une usine de production dans la ville, pour la production de tubes en matériaux composites à usage industriel.
Le studio de développement de jeu vidéo, Evolution Studios était basé dans la ville, avant sa disparition en 2016.

## Personnalités liées à la ville
- Luke Littler (2007-), champion du monde 2025 de fléchettes, y est né;
- Shauna Coxsey (1993-), grimpeuse professionnelle, y est née ;
- Mark Flanagan (1987-), joueur de rugby à XIII anglais, y est né ;
- Hall Caine (1853-1931), écrivain et dramaturge britannique, poète et critique, y est né ;
- Thomas Savage (?-1507), successivement évêque de Rochester, évêque de Londres et enfin archevêque d'York, y est né.